# الفيلق السادس المنتصر
الفيلق السادس المنتصر هو فيلق روماني في الجيش الإمبراطوري الروماني تأسس سنة 41 ق.م. على يد غايوس أوكتافيوس. كان الفيلق ملازمًا للفيلق السادس المدرع، وربما استخدم بعض محاربيه القدامى. قاتل هذا الفيلق سنة 31 ق.م. في معركة أكتيوم ضد مارك أنطوني، كما شارك في المراحل الأخيرة من الفتح الروماني لشبه الجزيرة الإيبيرية والحرب ضد الكانتبريين بين سنتي 29-19 ق.م.